# لیو برنهوفت اوسا
لیو برنهوفت اوسا (انگلیسی: Liv Bernhoft Osa؛ زادهٔ ۳ مارس ۱۹۵۷) هنرپیشه اهل نروژ است.
همچنین برندهٔ جوایزی همچون جایزه آماندا شده‌است.